# IC 2080
IC 2080 је лентикуларна галаксија у сазвјежђу Еридан која се налази на листи објеката дубоког неба у Индекс каталогу.
Деклинација објекта је - 5° 45' 25" а ректасцензија 4h 31m 52,1s. Привидна величина (магнитуда) објекта IC 2080 износи 14,8 а фотографска магнитуда 15,8. IC 2080 је још познат и под ознакама IRAS 04294-0051, PGC 15426.